# Eupsophus contulmoensis
Eupsophus contulmoensis Ortiz, Ibarra-Vidal & Formas, 1989 è un anfibio anuro della famiglia Alsodidae.

## Etimologia
L'epiteto specifico "contulmoensis" costituito da Contulmo e dal suffisso latino -ensis, "che vive in" è stato dato in riferimento al luogo della sua scoperta, Contulmo in provincia di Malleco.

## Distribuzione e habitat
Endemica del Cile. Questa specie è conosciuta solo nelle vicinanze della località tipica (Monumento Nazionale Contulmo, Provincia di Biobío, Cile sud-centrale), ad un'altitudine di 50-350 m s.l.m. Considerando l'habitat disponibile nella regione, l'areale non è probabilmente molto più grande di quello attualmente conosciuto.

## Tassonomia
La specie è considerata da alcuni autori come una specie valida, mentre altri la collocano come sinonimo di E. roseus.